# Nothrus reunionensis
Nothrus reunionensis är en kvalsterart som beskrevs av Sandór Mahunka 1978. Nothrus reunionensis ingår i släktet Nothrus och familjen Nothridae. Inga underarter finns listade i Catalogue of Life.